# Rösselsprung-Quadrat
Ein Rösselsprung-Quadrat ist ein achtreihiges Zahlenquadrat, das aus den natürlichen Zahlen 1 bis 64 besteht und folgende Besonderheit aufweist:
Ein Springer auf dem Ausgangsfeld mit der 1 kann regelkonform so gezogen werden, dass er der Reihe nach alle Zahlen bis 64 genau einmal erreicht. Eine solche Abfolge von Springerbewegungen wird in der Schach-Sprache auch Springertour genannt. Von einer geschlossenen Springertour spricht man, wenn mit einem zusätzlichen Sprung vom letzten Feld der Springertour das Anfangsfeld wieder erreicht werden kann.

## Veröffentlichungen
Bereits im Mittelalter wurden die Existenz und die Art von Springertouren exemplarisch erörtert. Der Schweizer Mathematiker und Physiker Leonhard Euler analysierte von 1757 bis 1759 Springertouren erstmals detailliert.
1838 beschrieb der Nürnberger Mathematiklehrer Christoph Wilhelm Zuckermandel Regeln zur Bildung von Zauberquadraten, zusammen mit einer Anweisung über den Rösselsprung.
Der ehemalige russische Schachmeister Carl Ferdinand Jänisch veröffentlichte 1859 einen Beitrag über die symmetrische magische Springertour im New Yorker Schachmagazin The Chess Monthly.

## Magische und semimagische Rösselsprung-Quadrate
Ist das Rösselsprung-Quadrat ein magisches Quadrat, bzw. semimagisches Quadrat, so handelt es sich um eine sogenannte magische Springertour, bzw. semimagische Springertour.

### Beispiel
Das folgende semimagische Rösselsprung-Quadrat mit der magischen Zahl 260, bei dem zwar die Zeilen- und Spaltensummen gleich sind, aber nicht mit den beiden Diagonalensummen übereinstimmen, stellt eine geschlossene semimagische Springertour dar. Vom Anfangsfeld 1 (grün) startend kann ein Springer der Reihe nach alle Zahlen bis 64 genau einmal und mit einem Folgesprung vom letzten Feld (rot) wieder das Anfangsfeld erreichen.

Semimagisches Rösselsprung-Quadrat
Geschlossene semimagische Springertour